# Marco Artunghi
Marco Artunghi, né le 12 juillet 1969 à Chiari, est un ancien coureur cycliste italien.

## Palmarès

### Palmarès amateur
- 1990
  - 2e du Gran Premio della Liberazione
  - 3e du Gran Premio Industria e Commercio Artigianato Carnaghese
- 1991
  - Gran Premio Somma
  - Prologue du Tour de la Vallée d'Aoste (contre-la-montre par équipes)
  - 2e de la Coppa d'Inverno
- 1992
  - Giro del Belvedere

### Palmarès professionnel
- 1994
  - 14e étape du Tour du Mexique

### Résultats sur les grands tours

#### Tour de France
4 participations
- 1993 : abandon  (11e étape)
- 1994 : abandon (14e étape)
- 1997 : 91e
- 1999 : abandon (14e étape)

#### Tour d'Italie
2 participations
- 1994 : hors délais (7e étape)
- 1996 : 89e

#### Tour d'Espagne
1 participation
- 1995 : abandon (13e étape)